# Parc naturel Cefa
Le Parc naturel Cefa (en roumanie: Parcul Natural Cefa) est une aire protégée (parc naturel de la catégorie V IUCN) située dans Roumanie, dans le comté de Bihor, dans le  territoire administratif des communes Cefa et Sânnicolau Român.

## Localisation
Le parc naturel est situé à la limite ouest du comté de Bihor avec la Hongrie, sur le couloir de migration Pannonie-bulgare, l'un des principaux corridors de migration des oiseaux en Europe. Le parc comprend la réserve naturelle « Colonie d'oiseaux de la Forêt Rădvani » .

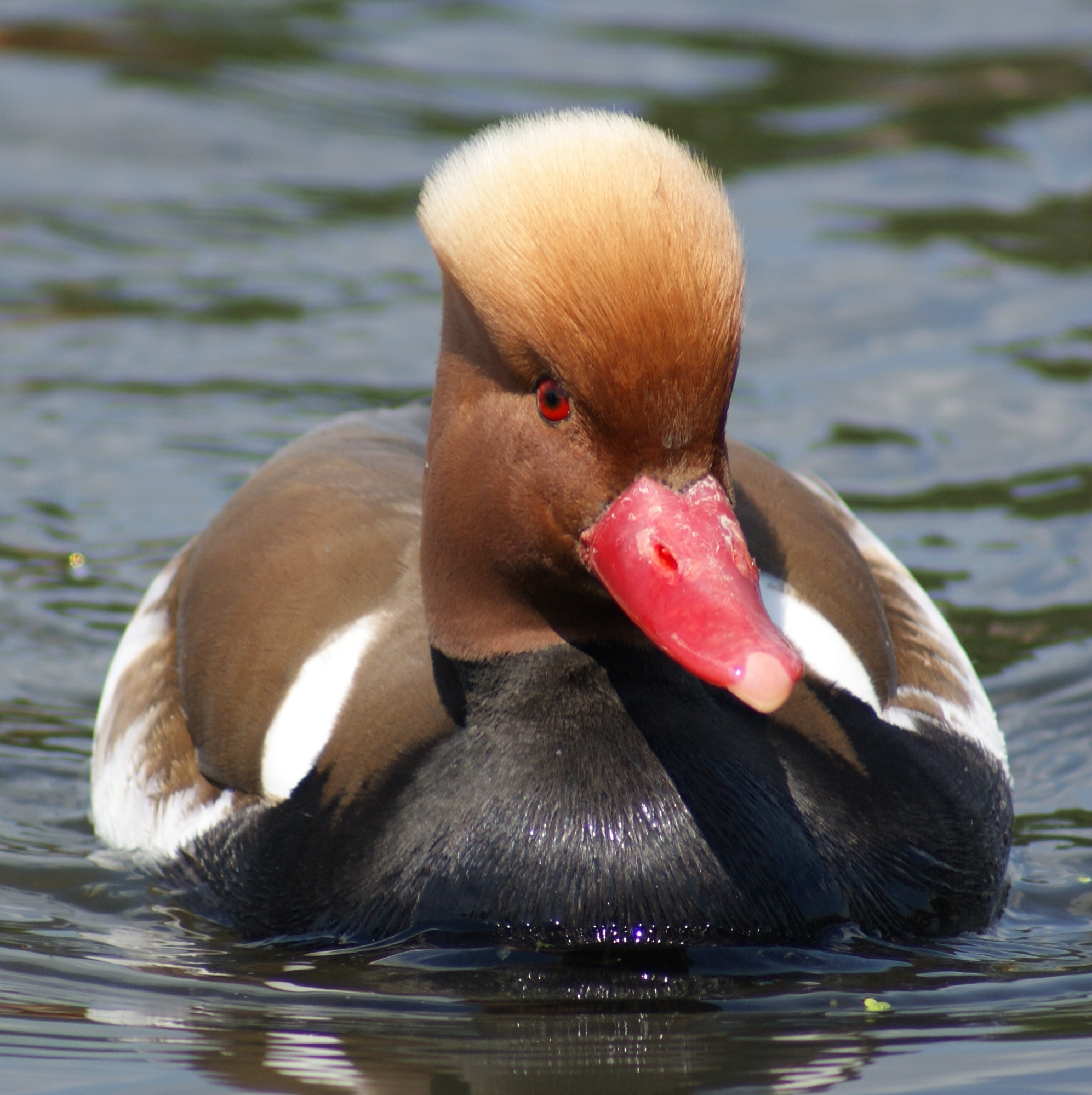
Nette rousse (Netta rufina)

## Description
Le parc naturel Cefa avec une superficie de 5 002 ha a été déclaré aire protégée par la Décision du Gouvernement numéro 1217 du 1er décembre 2010 (publié dans Monitorul Oficial numéro 840 du 15 décembre 2010) est une zone humide (marais, canaux, plaine d'inondation, forêts et pâtures) et représente une zone d'importance internationale, particulièrement comme habitat de la sauvagine et des espèces terrestres.